# Triết học công nghệ
Triết học công nghệ là một lĩnh vực triết học nghiên cứu bản chất của công nghệ và các hệ quả xã hội của nó. Cuộc thảo luận triết học liên quan đến công nghệ (technology - có nguồn gốc từ tiếng Hy Lạp techne) có thể truy nguyên về những buổi đầu của triết học phương Tây. Thuật ngữ "triết học về công nghệ" được sử dụng lần đầu vào thế kỷ 19 bởi nhà triết học và nhà địa lý người Đức Ernest Kapp, người đã xuất bản một quyển sách có tên là "Những Nguyên lý của Triết học Công nghệ" (Grundlinien einer Philosophie der Technik).

## Lịch sử

### Triết học Hy Lạp
Thuật ngữ phương Tây 'công nghệ' (technonoly) đến từ thuật ngữ Hy Lạp techne (τέχνη) (nghệ thuật, hay tri thức tinh xảo) và những quan niệm triết học về công nghệ có thể truy đến tận gốc rễ của triết học phương Tây. Một quan điểm thường gặp của người Hy Lạp là xem techne sinh ra từ sự bắt chước tự nhiên (ví dụ như việc dệt vải phát triển từ việc quan sát loài nhện). Các nhà triết học Hy Lạp như Heraclitus và Democritus ủng hộ quan điểm này. Trong tác phẩm Vật lý học, Aristotle đồng ý rằng sự bắt chước này thường là nguyên nhân, nhưng cũng lập luận rằng techne có thể vượt qua tự nhiên và hoàn thành "những gì tự nhiên không thể hoàn thành." Aristotle cũng lập luận rằng tự nhiên (physis) và techne là khác biệt về mặt bản thể bởi vì những vật tự nhiên có anguyên tắc nội tại về vận động và sinh sản, cũng như có một nguyên nhân mục đích luận nội tại. Trong khi techne được định hình bởi một nguyên nhân bên ngoài hay một telos (mục đích) bên ngoài, cái định hình chúng. Các vật tự nhiên vươn tới một vài mục đích và tái sản xuất chính chúng, trong khi techne thì không. Trong "Timaeus" của Plato, thế giới được mô tả như là công việc của một người thợ thần thánh (Demiurge) người đã tạo ra thế giới tương ứng theo các hình thức vĩnh cửu như một người thợ thủ công sử dụng các bản thiết kế. Ngoài ra, Plato lập luận trong "Luật Pháp", rằng những gì một người thợ thủ công làm là bắt chước người thợ thần thánh này.

### Từ thời Trung cổ đến Thế kỷ 19

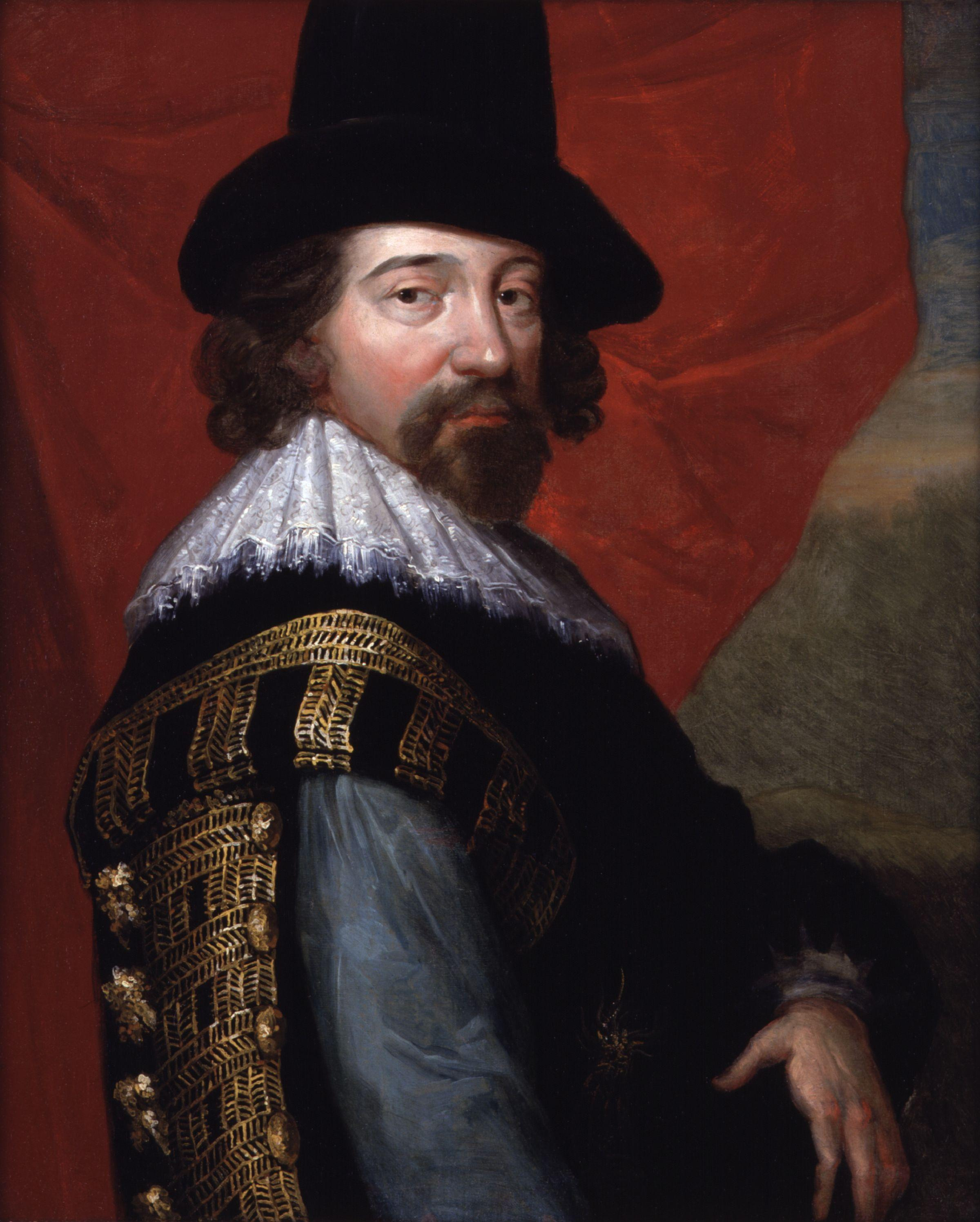
Tử tước Francis Bacon

Trong suốt thời kỳ đế chế La Mã đến cuối thời cổ đại các tác giả tạo nên những tác phẩm thực tiễn như De Architectura của Vitruvius (Thế kỷ 1 TCN) và De Re Metallica của Agricola (1556). Triết học Kinh viện Trung cổ nhìn chung giữ quan điểm truyền thống về công nghệ như là sự bắt chước tự nhiên. Trong suốt thời Phục hưng, Francis Bacon trở thành một trong các tác giả hiện đại đầu tiên suy ngẫm về tác động của công nghệ với xã hội. Trong tác phẩm không tưởng của mình New Atlantis (1627), Bacon đưa ra một quan điểm lạc quan chủ nghĩa trong một thiết chế giả tưởng (Ngôi nhà của Salomon) sử dụng triết học tự nhiên và công nghệ để mở rộng sức mạnh của con người trước tự nhiên, vì sự cải thiện xã hội, thông qua những việc cải tạo điều kiện sống. Mục tiêu của tổ chức giả tưởng này là "...hiểu biết về nguyên nhân và những chuyển động bí mật của sự vật; và mở rộng những giới hạn của đế chế con người, tới việc tác động vào tất cả những điều có thể".

### Thế kỷ 19
Nhà triết học và địa lý học gốc Đức Ernst Kapp, định cư ở Texas, đã xuất bản một quyển sách căn bản "Grundlinien einer Philosophie der Technik" (Những Nguyên lý của Triết học Công nghệ) vào năm 1877. Kapp bị ảnh hưởng sâu sắc bởi triết học của Hegel và coi công nghệ như là một sự phóng chiếu các cơ quan cơ thể người. Trong bối cảnh châu Âu, Kapp được xem như là người sáng lập môn Triết học Công nghệ. Mặt khác, một lập trường duy vật hơn về công nghệ mà đã trở thành cực kỳ ảnh hưởng trong triết học công nghệ thế kỷ 20 được xoay quanh các ý tưởng của Benjamin Franklin và Karl Marx.

### Thế kỷ 20
Năm nhà triết học nổi bật thế kỷ 20 đề cập trực tiếp tới ảnh hưởng của công nghệ hiện đại tới nhân loại là John Dewey, Martin Heidegger, Herbert Marcuse, Günther Anders và Hannah Arendt. Tất cả họ đều nhìn công nghệ như là trung tâm của đời sống hiện đại, mặc dù Heidegger, Anders, Arendt và Marcuse nước đôi hơn và ít phê phán hơn Deway. Theo Heidegger, vấn nạn nằm ở bản chất đã bị che giấu đi của yếu tính kỹ thuật, việc khuôn định (Enframing) (hay "sự đóng khung" - Gestell trong tiếng Đức) đưa con người đến cái mà ông gọi là mối đe dọa lớn nhất, nhưng đồng thời cũng chính là khả thể tối ưu của nó. Tác phẩm chính của Heidegger về công nghệ được tìm thấy trong tác phẩm Câu hỏi về Công nghệ.

### Triết học đương đại
Các nhà triết học đương đại có quan tâm tới vấn đề công nghệ bao gồm Jean Baudrillard, Albert Borgmann, Andrew Feenberg, Langdon Winner, Donna Haraway, Avital Ronell, Brian Holmes, Don Ihde, Bruno Latour, Paul Levinson, Ernesto Mayz Vallenilla, Carl Mitcham, Leo Marx, Gilbert Simondon, Lewis Mumford, Jacques Ellul, Bernard Stiegler, Paul Virilio, Günter Ropohl, Nicole C. Karafyllis, Richard Sennett và George Grant.
Trong khi một loạt các tác phẩm quan trọng được xuất bản vào nửa sau của thế kỷ 20, Paul Durbin đã xác định hai quyển sách được xuất bản được coi như là đã đánh dấu bước ngoặt trong sự phát triển của triết học công nghệ như là một phân môn hàn lâm với các giáo trình kinh điển. Đó là "Công nghệ và Đời sống Tốt đẹp" (2000), viết bởi Eric Higgs, Andrew Light, David Strong và "Triết học Mỹ về Công nghệ" (2001) bởi Hans Achterhuis.

### Công nghệ và tính trung lập
Cùng với những tiến bộ trong công nghệ cũng đồng thời dấy lên những quan ngại về ảnh hưởng của nó lên xã hội. Lelia Green dùng những vụ thảm sát bằng súng gần đây như Vụ thảm sát Port Arthur và Vụ thảm sát Dunblane để đưa khái niệm về quyết định luận công nghệ và quyết định luận xã hội. Quyết định luận công nghệ lập luận rằng "một đặc tính của công nghệ là nó quyết định việc sử dụng và nhiệm vụ của tiến bộ xã hội là điều hình để [hoặc hưởng lợi từ] các thay đổi về công nghệ." Quan niệm khác là quyết định luận xã hội mà coi xã hội có lỗi trong việc "phát triển và sử dụng" các công nghệ. Phản ứng tới các vụ xả súng diễn ra khác nhau theo vùng. Cơ quan hữu trách Tasmania làm cho luật về súng chặt chẽ hơn, trong khi đó ở Mỹ lại có nhu cầu ủng hộ vũ khí nóng. Và sự chia rẽ xảy ra ở đây, cả trong phương diện tư tưởng lẫn xã hội. Theo như Green, một công nghệ có thể được nghĩ như là một thực thể trung tính chỉ khi bối cảnh văn hóa xã hội và các vấn đề xoay quanh những công nghệ cụ thể được tháo gỡ. Khi đó nó sẽ bộc lộ cho chúng ta thấy một mối quan hệ giữa các nhóm xã hội và quyền lực được tạo nên bởi việc sở hữu các công nghệ.

### Tạp chí
- NetFuture - Technology and Human Responsibility
- Techné: Research in Philosophy and Technology

### Trang web
- Reydon, Thomas A.C. "Philosophy of Technology". Internet Encyclopedia of Philosophy.
- Franssen, Maarten; Lokhorst, Gert-Jan; Poel, Ibo van de. "Philosophy of Technology". Stanford Encyclopedia of Philosophy.
- Society for Philosophy and Technology
- Filozofia techniki: problematyka, nurty, trudności Rafal Lizut Lưu trữ ngày 20 tháng 12 năm 2016 tại Wayback Machine